# Arrhenia
Arrhenia Fr. (języczek) – rodzaj grzybów należący do rodziny wodnichowatych (Hygrophoraceae).

## Charakterystyka
Bazydiokarpy pępówkowate lub języczkowate, szare, szarawobrązowe lub niebieskawoszare, rzadko ciemne i łuskowate w środku z beżowym lub jasnobrązowym brzegiem. Hymenium jaśniejsze, blaszkowate, kantarelloidalne, merulioidalne lub gładkie. Podstawki wydłużone lub nie, ze sprzążkami lub bez. Nie tworzą barwników DOPA i karotenoidów.
Jest to rodzaj dość zróżnicowany morfologicznie. W 2020 roku na świecie znanych było ponad czterdzieści gatunków, spośród których osiem zostało przebadane filogenetycznie, pozostałe zostały włączone do rodzaju tylko na podstawie cech morfologicznych.
Są to pasożytnicze rozwijające się na mchach lub glonach. Często jako grzyby mszakolubne występują na mchach torfowcach, niektóre gatunki są prawdopodobnie także grzybami koprofilnymi rozwijającymi się na odchodach. Nie tworzą symbiozy z glonami, są więc grzybami niezlichenizowanymi. Jeden gatunek to grzyb naporostowy.

## Systematyka i nazewnictwo
Pozycja w klasyfikacji według Index Fungorum: Hygrophoraceae, Agaricales, Agaricomycetidae, Agaricomycetes, Agaricomycotina, Basidiomycota, Fungi.
Takson utworzył Elias Fries w 1849 r. Synonimy naukowe:
- Boehmia Raddi, Corniola Gray
- Dictyolus Quél., Geotus Pilát & Svrček
- Leptoglossum P. Karst.
- Leptotus P. Karst[4].

Nazwę polską podał Franciszek Błoński w 1896 r.
Gatunki występujące w Polsce
- Arrhenia acerosa (Fr.) Kühner 1980 – języczek półkolisty
- Arrhenia discorosea (Pilát) Zvyagina, A.V. Alexandrova & Bulyonk. 2015 – tzw. pępówka fioletowoblaszkowa
- Arrhenia epichysium (Pers.) Redhead, Lutzoni, Moncalvo & Vilgalys 2002 – języczek nadrzewny[6], pępówka nadrzewna
- Arrhenia gerardiana (Peck) Elborne 2008 – języczek torfowiskowy[7]
- Arrhenia glauca (Batsch) Bon & Courtec. 1987 – języczek szarobrązowy
- Arrhenia griseopallida (Desm.) Watling 1989 – języczek bocznotrzonowy
- Arrhenia lilacinicolor (Bon) P.-A. Moreau & Courtec. 2008[8]
- Arrhenia lobata (Pers.) Kühner & Lamoure ex Redhead 1984 – języczek uchowaty
- Arrhenia obatra (J. Favre) Redhead, Lutzoni, Moncalvo & Vilgalys 2002 – języczek rdzawoczarny
- Arrhenia obscurata (D.A. Reid) Redhead, Lutzoni, Moncalvo & Vilgalys 2002 – języczek czarnobrązowy
- Arrhenia parvivelutina (Clémençon & Irlet) Redhead, Lutzoni, Moncalvo & Vilgalys 2002[8]
- Arrhenia peltigerina (Peck) Redhead, Lutzoni, Moncalvo & Vilgalys 2002[8]
- Arrhenia philonotis (Lasch) Redhead, Lutzoni, Moncalvo & Vilgalys 2002 – języczek beżowobrązowy[7]
- Arrhenia retiruga (Bull.) Redhead 1984 – języczek siatkowany
- Arrhenia rustica (Fr.) Redhead, Lutzoni, Moncalvo & Vilgalys 2002 – języczek rdzawobrązowy
- Arrhenia spathulata (Fr.) Redhead 1984 – języczek strefowany
- Arrhenia trigonospora (Lamoure) Redhead, Lutzoni, Moncalvo & Vilgalys 2002 – języczek trójkątnozarodnikowy
- Arrhenia umbratilis (Fr.) Redhead, Lutzoni, Moncalvo & Vilgalys 2002 – języczek ciemny

Nazwy naukowe według Index Fungorum. Wykaz gatunków według W. Wojewody i innych. Nazwy polskie według W. Wojewody i innych.